# 教皇賛歌
教皇賛歌（きょうこうさんか、イタリア語: Inno pontificio、ラテン語: Hymnus pontificalis）はバチカンで国歌に準じて演奏される歌である。通称Inno（賛歌）、教皇歌、教皇行進曲。
曲はシャルル・グノー (Charles Gounod) による。歌詞は後に3人の異なる作詞者によってそれぞれラテン語（2種）およびイタリア語（1種）で書かれた。
曲は3部構成である。第1部は荘重で堂々としたヘ長調、第2部は典礼音楽を思わせるスタイルであり、第3部は「教皇行進曲」（フランス語: Marche Pontificale）と呼ばれ、威厳のある曲調が特徴となっている。
なおローマ教皇庁は、教皇賛歌は国歌ではないという立場をとっている。賛歌の歌詞は（バチカンの市民や政府にとどまらず）ローマをペトロの座と認める世界中の人々に向けたものであり、ローマ司教の権威の優位性を認め、カトリックを信仰するすべての人々が使用できる国境を越えた歌として位置づけている。

## 歴史
1857年、教皇領は、オーストリアの作曲家ヴィットリーノ・ハルマイヤー（Vittorino Hallmayr）が作曲した陽気でリズミカルな『凱旋行進曲（Marcia trionfale）』を初めて国歌として採用した（後に『教皇賛歌』に改名される）。
1869年、教皇ピウス9世の司祭在職50年を祝うため、グノーがフランス風の壮麗なマーチ『教皇行進曲（Marche pontificale）』を作曲し、ローマの聖座へ寄贈した。同年4月11日、この曲はサン・ピエトロ広場で演奏され、大成功を収め、その後何度も再演された。しかし間もなくイタリア軍によるローマ占領（1870年）が起こり、教皇領は消滅したため、この曲は国歌として正式に採用されなかった。
1929年、ラテラノ条約によりバチカン市国が成立すると、国家の象徴として教皇領時代の旗やハルマイヤー作曲の旧『教皇賛歌』が復活した。しかし1950年の聖年に際し、教皇ピウス12世は賛歌の変更を決定。1949年10月16日の訓令で、グノー作曲の『教皇行進曲』をバチカン市国の公式教皇讃歌と定めるよう指示した。同年12月24日に新賛歌が教皇臨席のもとで演奏され、翌1950年1月1日、イタリア語の歌詞とともに正式なバチカンの国歌として制定された。
1985年にはアルベリコ・ヴィタリーニ（Alberico Vitalini）が、バチカン放送局のためにピアノおよびオーケストラ用の編曲版を制作した。

## 歌詞
グノーの曲にはもともと歌詞が存在しなかった。1949年にバチカン市国の正式な国歌として採用される際、当時サン・ピエトロ大聖堂のオルガニストだった司教サルヴァトーレ・アントニオ・アッレーグラ（Salvatore Antonio Allegra）がイタリア語およびラテン語の歌詞を書いた。
しかし、このラテン語版は公式採用されず、1990年代になって非イタリア語話者が容易に歌えるよう、司祭ラッファエッロ・ラヴァーニャ（Raffaello Lavagna）が新たなラテン語歌詞を作成した。この歌詞は新約聖書における聖ペトロに関する言及をベースとしており、1991年6月15日に教皇ヨハネ・パウロ2世へ個人的に献呈された。公式には1993年10月16日、ライプツィヒの中部ドイツ放送合唱団およびオーケストラがバチカンのパウロ6世ホールで初演し、正式採用となった。この日はヨハネ・パウロ2世の教皇在位15周年およびグノーの没後100周年にあたっていた。

### アッレーグラによるイタリア語版
Roma immortale di Martiri e di Santi,

Roma immortale accogli i nostri canti:

Gloria nei cieli a Dio nostro Signore,

Pace ai Fedeli, di Cristo nell'amore.

A Te veniamo, Angelico Pastore,

In Te vediamo il mite Redentore,

Erede Santo di vera e santa Fede;

Conforto e vanto a chi combatte e crede,

Non prevarranno la forza ed il terrore,

Ma regneranno la Verità, l'Amore.

Salve Salve Roma, patria eterna di memorie

Cantano le tue glorie, mille palme e mille altari

Roma degli Apostoli, Madre guida dei redenti

Roma luce delle genti, il mondo spera te!

Salve Salve Roma la tue luce non tramonta

Vince l'odio e l'onta lo splendor di tua beltà

Roma degli Apostoli, Madre guida dei redenti

Roma luce delle genti, il mondo spera te!

### ラヴァーニャによるラテン語版
O felix Roma – o Roma nobilis:

Sedes es Petri, qui Romae effudit sanguinem,

Petri cui claves datae sunt regni caelorum.

Pontifex, Tu successor es Petri;

Pontifex, Tu magister es tuos confirmans fratres;

Pontifex, Tu qui Servus servorum Dei,

hominumque piscator, pastor es gregis,

ligans caelum et terram.

Pontifex, Tu Christi es Vicarius super terram,

rupes inter fluctus, Tu es pharus in tenebris;

Tu pacis es vindex, Tu es unitatis custos,

vigil libertatis defensor; in Te potestas.

Tu Pontifex, firma es petra, et super petram

hanc aedificata est Ecclesia Dei.

Pontifex, Tu Christi es Vicarius super terram,

rupes inter fluctus, Tu es pharus in tenebris;

Tu pacis es vindex, Tu es unitatis custos,

vigil libertatis defensor;  in Te potestas.

O felix Roma – O Roma nobilis.

### ラテン語版（別バージョン）
𝄆 O felix Roma, Roma felix Roma nobilis. 𝄇

Sedes es Petri, qui Christi vicem gerit,

Sedes es Petri, qui apostolus est pacis.

𝄆 Pontifex tecum erimus omnes nos

Pontifex es magister qui tuos confirmas fratres. 𝄇

Pontifex fundamentum ac robur nostrum,

Hominumque piscator pastor es gregis ligans terram et coelum.

𝄆 Petre, tu es Christi es Vicarius super terram,

Rupes inter fluctus, tu es pharus ac veritas.

Tu Christi es caritas, tu es unitatis custos,

Promptus libertatis defensor; in te auctoritas. 𝄇

O Roma nobilis – O Roma felix nobilis.

### 日本語訳

#### アッレーグラによるイタリア語版
殉教者と聖者の永遠のローマよ

不滅のローマよ、われらが歌を受け入れよ

天に栄光、われらの主なる神に

キリストの愛により、信じる者に平和を

御許に参じます、天使の如き牧者よ

御身に仰ぎ見る、慈悲深き救い主を

まことの聖なる信仰の、聖なる継ぎ手よ

戦い、信じる者にとり、慰めであり誇りよ

力や恐怖が勝利を収めることはなく

ただ真理と愛こそが統治するのだ

栄えあれローマよ、記憶の永遠なる故郷（ふるさと）

千の椰子と千の祭壇が、あなたの栄光を歌う

使徒たちのローマ、贖われし者を導く母よ

諸国の光なるローマ、世界はあなたに希望を託す！

栄えあれローマよ、あなたの光は決して沈まず

憎しみも恥辱も、あなたの輝きに砕かれる

使徒たちのローマ、贖われし者を導く母よ

諸国の光なるローマ、世界はあなたに希望を託す！

#### ラヴァーニャによるラテン語版
おお幸いなるローマ おお高貴なるローマ

あなたはペトロの座 ペトロはここローマで血を流した

天の国の鍵を授けられしペトロの

教皇よ あなたはペトロの後継者

教皇よ あなたは兄弟たちを力づける師

教皇よ あなたは神のしもべたちのしもべ

人をとる漁師 群れを導く牧者

天と地を結ぶ者

教皇よ あなたは地上におけるキリストの代理者

波間にそびえし岩 闇を照らす灯台

あなたは平和の守護者 一致の守り手

自由を見守る防人 権威はあなたに在り

教皇よ あなたは堅固な岩

その岩の上に 神の教会は建てられた

教皇よ あなたは地上におけるキリストの代理者

波間にそびえし岩 闇を照らす灯台

あなたは平和の守護者 団結の守り手

自由を見守る防人 権威はあなたに在り

おお幸いなるローマ おお高貴なるローマ

#### ラテン語版（別バージョン）
おお幸いなるローマ 幸いなる高貴なるローマ

あなたはペトロの座 キリストの代理を担う

あなたはペトロの座 平和の使徒たる

教皇よ あなたと共にわれらはすべてあり

教皇よ あなたは兄弟たちを力づける師

教皇よ あなたはわれらの基と堅固なる支え

人をとる漁師 群れを導く牧者 天と地を結ぶ者

ペトロよ あなたは地上におけるキリストの代理

波間にそびえし岩 灯台にして真理なり

あなたはキリストの愛 団結の守り手

自由の擁護者 権威はあなたに在り

おお高貴なるローマ おお幸いなる高貴なるローマ